# Boemund VII
Boemund VII de Poitiers (zm. 19 października 1287) – hrabia Trypolisu i tytularny książę Antiochii od 1275 roku.
Syn Bemunda VI (zm. 1275) i jego żony –  Sybilli z Małej Armenii. Brat Lucii z Trypolisu. Kiedy jego ojciec zmarł i zostawił mu Trypolis, Boemund był maloteni. Regentką została jego matka Sybilla, a pretensje do regencji zgłosił także Hugo I, król Jerozolimy i Cypru, jako najbliższy żyjący krewny Boemunda płci męskiej. Sybilla mianowała Bartolomeusza, biskupa Tortosa, bajlifem.
W latach 1275–1277 małoletni Boemund przebywał w Armenii, pod opieką króla Leona III. W 1277 powrócił do Palestyny. W Akce mianował Roger z San Severino regentem dla Karola Andegaweńskiego. W tym samym roku pokłócił się ze swoim wasalem, Gwidonem II ze wpływowego rodu Embriaco. Boemund zastał Trypolis słaby i podzielony między dwa stronnictwa; rzymskie pod wodzą Pawła z Segni, biskupa Trypolisu, i armeńskie pod wodzą Sybilli i Bartolomeusza. Paweł z Segni był popierany przez Guillaume de Beaujeu, nowego wielkiego mistrza templariuszy i ród Embriaco, który na co dzień był przeciwny templariuszom. W styczniu 1282 Boemund stłumił bunt rodu Embriaco i templariuszy. 16 lipca 1281 zawarł pokój z Kalawunem. 20 czerwca 1287 utracił Laodyceę na rzecz Kalawuna.
Poślubił Małgorzatę de Beaumont (z Akki), córkę Ludwika z Akki (najmłodszego syna Jana z Brienne i jego trzeciej żony – Berengarii z Leonu), Agnieszki de Beaumont. Para nie miała dzieci. Boemund zmarł bezpotomnie.